# Seudoepigrafía
La seudoepigrafía, atribución apócrifa o «falsa atribución» consiste en adjudicar o firmar un documento con el nombre de alguien famoso.
Fue un recurso «propagandístico» muy usual en los primeros tiempos de los textos escritos, ya que al atribuirlo se propiciaba una mayor difusión.
Un ejemplo lo encontramos en la misma Celestina, donde en el prólogo Fernando de Rojas dice haber encontrado el primer acto de su obra y que este puede ser de Juan de Mena o de Rodrigo de Cota, autores ya consagrados.
En los estudios bíblicos, el término pseudoepígrafo generalmente se refiere al conjunto de literatura judía que data de los siglos inmediatamente precedentes y siguientes al comienzo de la era común. El nombre, que significa «titulado falsamente», procede de la práctica de tratar de investir de autoridad a ciertos libros por atribuirles el nombre de algún personaje bíblico notable antes que el del autor real. No todos los libros clasificados bajo esta categoría son seudónimos, y, a la inversa, algunos de los libros seudónimos de este período son incluidos entre los apócrifos [cita requerida]. No existe un consenso general entre los eruditos como para determinar con seguridad qué libros deben ser listados en la seudoepigrafía.
La viralización de frases apócrifas o citas falsas de personajes famosos (tópicamente, Winston Churchill) se ha convertido en una constante de las redes sociales.